# König (cráter)
König es un cráter de impacto lunar situado al suroeste del Mare Nubium y del prominente cráter Bullialdus, con  el cráter inundado de lava Kies al sureste de König.
|  |

El borde de König presenta un contorno ligeramente poligonal, con una pequeña protuberancia hacia el sur y unas ligeras rampas hacia el exterior. El interior del cráter es áspero e irregular, con un pico central insignificante. Se ha producido una serie de deslizamientos de los materiales del brocal hacia el interior, formando un anillo de bloques rocosos alrededor de la pequeña plataforma central.

## Cráteres satélite
Por convención estos elementos son identificados en los mapas lunares poniendo la letra en el lado del punto medio del cráter que está más cercano a König.
|       | \| König \| Coordenadas \| Diámetro \| \| ----- \| ------------------------------ \| -------- \| \| A \| 24°42′S 24°00′O / -24.7, -24.0 \| 3 km \| |          |
| König | Coordenadas | Diámetro |
| A     | 24°42′S 24°00′O / -24.7, -24.0 | 3 km     |